# Heteropogon currani
Heteropogon currani är en tvåvingeart som beskrevs av Pritchard 1935. Heteropogon currani ingår i släktet Heteropogon och familjen rovflugor.
Artens utbredningsområde är Oklahoma. Inga underarter finns listade i Catalogue of Life.